# Chambord (likeur)

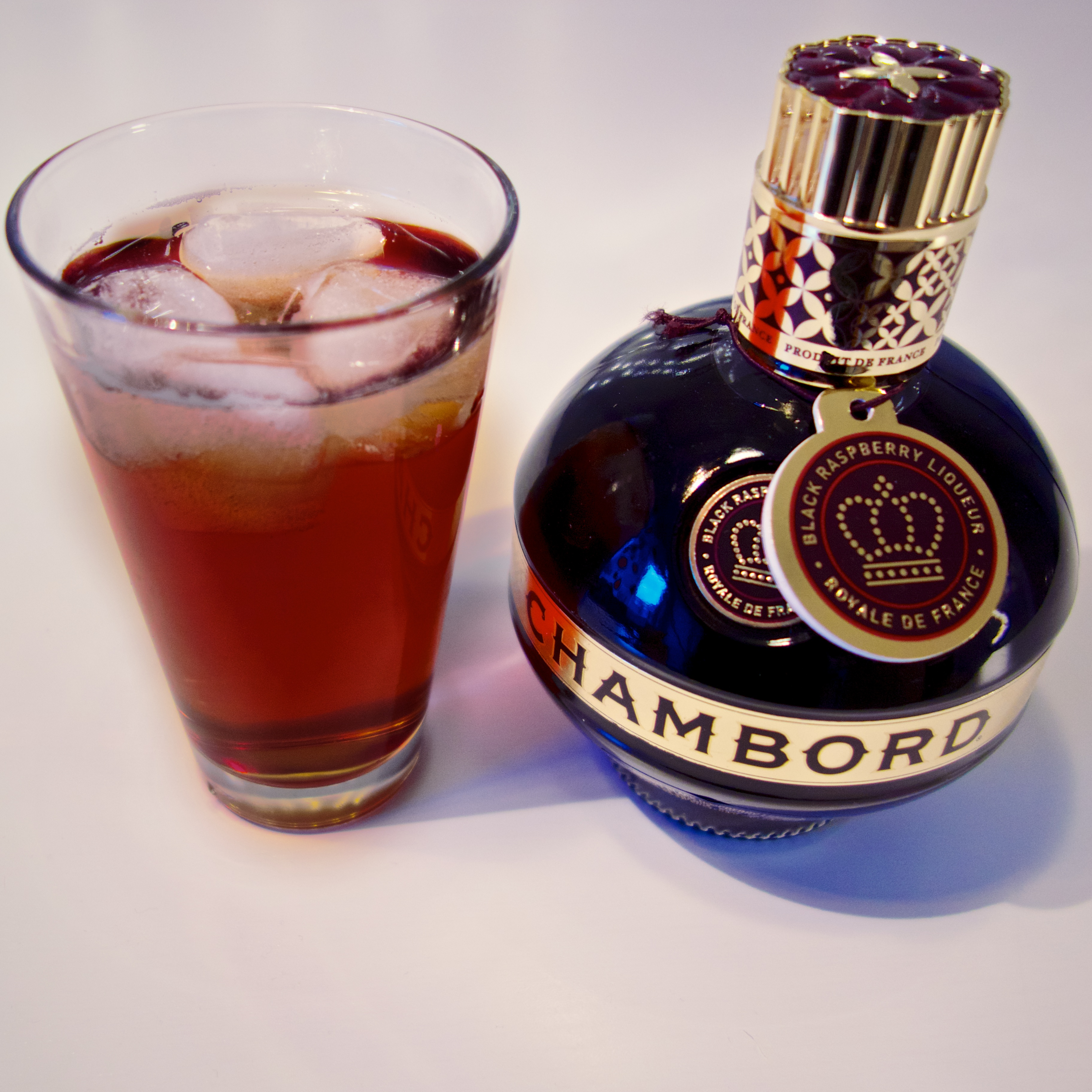
Glas en fles

Chambord likeur Royale de France, ook bekend als Chambord, is een frambozenlikeur vervaardigd in het Loiredal in Frankrijk. De likeur werd gemaakt ter ere van een bezoek van koning Lodewijk XIV aan Chambord. De drank wordt gemaakt met frambozen en bramen waardoor deze een donkerpaarse kleur krijgt, tevens wordt vanille, honing en cognac tijdens de bereiding toegevoegd.